# Выборы в Кирибати

Герб Кирибати

Выборы в Кирибати проводятся каждые 4 года. Они состоят из национальных выборов в Палату собрания, президентских выборов, местных выборов в советы (по одному совету на каждом обитаемом острове и 3 совета в Тараве).
Кирибати избирает на национальном уровне законодательный орган, а затем главу государства — президента. Президент избирается народом сроком на четыре года. На данный момент Палата собрания Кирибати состоит из 45 членов.
Кирибати имеет Вестминстерскую двухпартийную систему. С 2020 года в государстве доминируют две политические партии, однако политические партии, существующие с 1965 года, не являются центральными в политической жизни.

## Последние выборы

### Президентские выборы (2020)
| Кандидат                             | Партия                               | Голосов | %     |
| ------------------------------------ | ------------------------------------ | ------- | ----- |
| Танети Маамау                        | Тобваан Кирибати                     | 26 053  | 59,32 |
| Бануэра Берина                       | Бутокаан Кирибати Моа                | 17 866  | 40,68 |
| Недействительные / пустые бюллетени  | Недействительные / пустые бюллетени  | 112     | 0,25  |
| Всего                                | Всего                                | 44 031  | 100   |
| Зарегистрированные избиратели / явка | Зарегистрированные избиратели / явка | 55 268  | 79,67 |
| Источник: Минюст                     |                                      |         |       |

### Парламентские выборы (2020)
| Вечеринка                            | Первый тур | Первый тур | Первый тур | Второй тур | Второй тур | Второй тур | Всего | +/– |
| Вечеринка                            | Голоса     | %          | Мест       | Голоса     | %          | Мест       | Всего | +/– |
| ------------------------------------ | ---------- | ---------- | ---------- | ---------- | ---------- | ---------- | ----- | --- |
| Бутокан Кирибати Моа                 |            |            | 13         |            |            | 9          | 22    | +9  |
| Тобваан Кирибати                     |            |            | 10         |            |            | 12         | 22    | −9  |
| Беспартийный                         | -          | -          | -          | -          | -          | -          | 1     | 0   |
| Спикер                               | -          | -          | -          | -          | -          | -          | (1)   | 0   |
| Недействительные / пустые бюллетени  | 56         | 0,15       | -          | 32         | 0,12       | -          | -     | -   |
| Всего                                | 38 445     | 100        | 23         | 27 203     | 100.00     | 21 год     | 45    | 0   |
| Зарегистрированные избиратели / явка | 44 271     | 86,84      | -          | 30 953     | 87,88      | -          | -     | -   |
| Источник: Радио Кирибати             |            |            |            |            |            |            |       |     |